# Binola
Binola är en ort i Mexiko.   Den ligger i kommunen Tezontepec de Aldama och delstaten Hidalgo, i den sydöstra delen av landet, 90 km norr om huvudstaden Mexico City. Binola ligger 2 010 meter över havet och antalet invånare är 397.
Terrängen runt Binola är kuperad åt nordväst, men åt sydost är den platt. Runt Binola är det ganska tätbefolkat, med 214 invånare per kvadratkilometer. Närmaste större samhälle är Tula de Allende, 14,2 km söder om Binola. Trakten runt Binola består till största delen av jordbruksmark.